# Václav Baštář
Václav Baštář (* 1957) je bývalý český lední hokejista, útočník. Po ukončení úspěšné sportovní kariéry se vydal na pedagogickou dráhu. Do roku 2024 působil na gymnáziu J. V. Jirsíka.

## Hokejová kariéra
V československé lize hrál za Spartu Praha. Odehrál 2 ligové sezóny, nastoupil ve 21 ligových utkáních, dal 3 góly a měl 12 trestných minut.

## Klubové statistiky
| 1978/1979 | Sparta Praha | 1. liga | 14 | 2 | 0 | 2 | 8 |
| 1979/1980 | Sparta Praha | 1. liga | 7  | 1 | 0 | 1 | 4 |